# Morgan Schild
Morgan Schild (* 25. August 1997 in Rochester, New York) ist eine US-amerikanische Freestyle-Skierin. Sie startet in den Buckelpisten-Disziplinen Moguls und Dual Moguls.

## Werdegang
Schild nahm von 2012 bis 2015 vorwiegend am Nor-Am Cup teil. Dabei holte sie sieben Siege und gewann in der Saison 2013/14 die Moguls-Disziplinenwertung. In der Saison 2014/15 wurde sie Dritte der Moguls-Disziplinenwertung. Bei den Juniorenweltmeisterschaften 2014 in Chiesa in Valmalenco holte sie im Moguls und im Dual Moguls jeweils die Silbermedaille. Im Weltcup debütierte sie am 21. März 2014 in La Plagne und belegte dabei den 20. Platz im Dual Moguls. In der Saison 2014/15 erreichte sie im Weltcup drei Top-10-Platzierungen. Dabei gelang ihr am 1. März 2015 im Dual-Moguls-Wettbewerb von Tazawako der erste Weltcupsieg. Zum Saisonende belegte sie den zwölften Platz im Moguls-Weltcup.
Nachdem sie in der Saison 2015/16 aufgrund einer Verletzung pausiert hatte, erreichte Schild im Januar 2017 beim Weltcup in Lake Placid im Moguls den dritten Platz. Am 2. Februar 2017 folgte im Moguls-Wettbewerb in Deer Valley der zweite Weltcupsieg. Bei den Weltmeisterschaften 2017 in der Sierra Nevada belegte sie den 19. Platz im Moguls und den 13. Rang im Dual Moguls. Ende März 2017 wurde sie US-amerikanische Moguls-Meisterin.

## Erfolge

### Olympische Spiele
- Pyeongchang 2018: 15. Moguls

### Weltmeisterschaften
- Sierra Nevada 2017: 13. Dual Moguls, 19. Moguls

### Weltcupsiege
Schild errang im Weltcup bisher 5 Podestplätze, davon 2 Siege:
| Datum           | Ort         | Land  | Disziplin   |
| --------------- | ----------- | ----- | ----------- |
| 1. März 2015    | Tazawako    | Japan | Dual Moguls |
| 2. Februar 2017 | Deer Valley | USA   | Moguls      |

### Weltcupwertungen
| Saison  | Gesamt | Gesamt | Moguls | Moguls |
| Saison  | Platz  | Punkte | Platz  | Punkte |
| ------- | ------ | ------ | ------ | ------ |
| 2013/14 | 217.   | 1      | 50.    | 11     |
| 2014/15 | 38.    | 25,44  | 12.    | 229    |
| 2016/17 | 68.    | 18,45  | 17.    | 203    |

### Nor-Am Cup
- Saison 2013/14: 1. Moguls-Disziplinenwertung
- Saison 2014/15: 3. Moguls-Disziplinenwertung
- 8 Podestplätze, davon 7 Siege

### Weitere Erfolge
- Juniorenweltmeisterschaften 2014: 2. Moguls, 2. Dual Moguls
- 1 US-amerikanischer Meistertitel (Moguls 2017)